# Сипучі піски

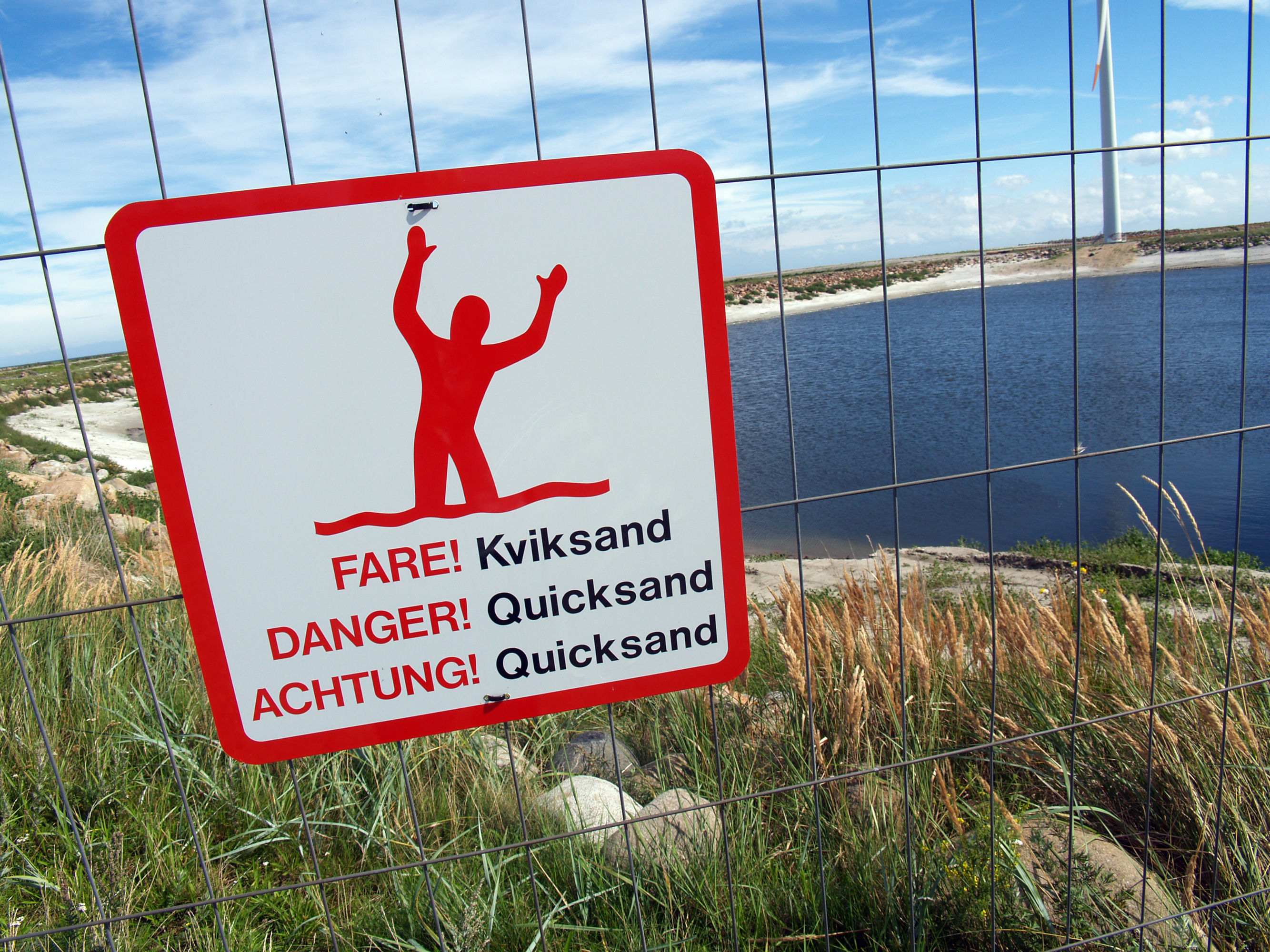
Попереджувальний знак

Сипу́чі піски́, хиткі́ піски[джерело?], також сипки́й пісо́к, пісо́к-сипуне́ць — піски, перенасичені водою, та здатні внаслідок цього засмоктувати в разі потрапляння в них предмети, тварин чи людей.

## Утворення
Сипучі піски є суспензією піску та води. Вони зазвичай трапляються у гирлах великих річок або вздовж рівнинних ділянок струмків чи пляжів. Якщо дно наповненої піском западини складається з глини або іншого щільного матеріалу, це перешкоджає стоку води.
Регіонами, де часто трапляються сипучі піски, є узбережжя водойм Юти, Нью-Мексико, Колорадо та Аризони, болота Флориди, Північної та Південної Кароліни, західне узбережжя Тасманії, береги острова Сейбл у Канаді.
Гіпотетично суспензію з тими ж властивостями може утворювати пісок, насичений повітрям. В такому разі він називається сухим сипучим піском. Його створено в лабораторних умовах, але існування в природі не підтверджене.

## Небезпека

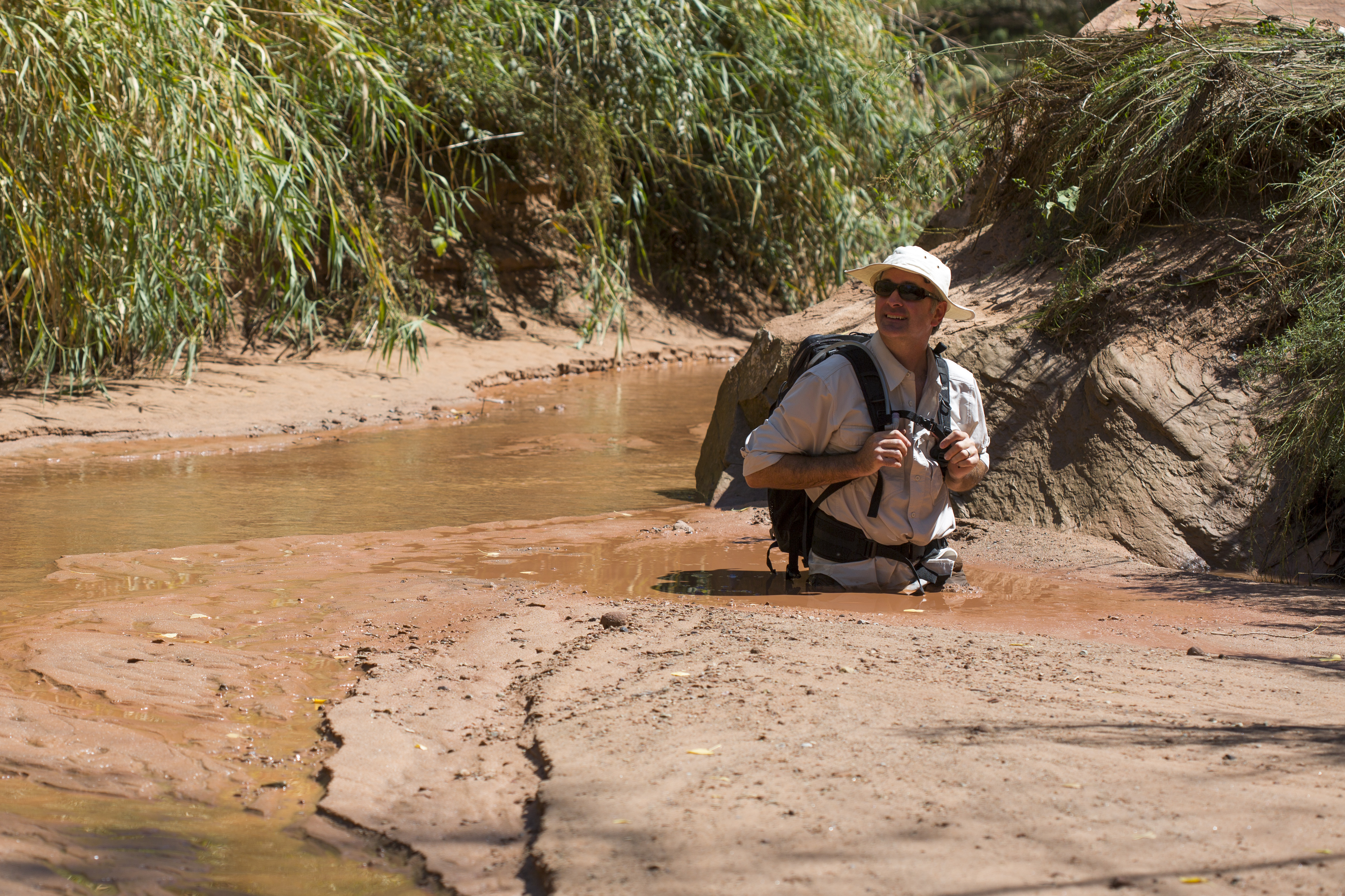
У сипучому піску можна погрузнути, але не втонути

Оскільки густина піщано-водної суспензії перевищує густину людського тіла, то людина не може потонути в сипучому піску, але може погрузнути в ньому настільки, що не зуміє самостійно вибратися. Попри те, вона може потонути через приплив, зневоднення чи переохолодження. Найефективніший спосіб вибратися з сипучого піску — це відкинутися назад, розподіливши вагу тіла по великій площі.

## У культурі
Голлівудські пригодницькі фільми популяризували сипучі піски, зображаючи їх як смертельну природну пастку, де людина повільно тоне. Їхнє зображення частішало з 1930-х і досягло піку в 1960-і. Але до 2000-х років творці фільмів і серіалів майже відмовилися від сипучих пісків як банальної сюжетної сцени, в якій герої рятуються не власними зусиллями, а завдяки щасливому випадку. Сипучі піски зображалися в таких фільмах, як «Лоуренс аравійський» (1962), «Жінка в пісках» (1964).
Сипучі піски — тема сексуального фетишизму. В графічних зображенням вони створюють ситуацію, де жінки перебувають у небезпеці, тонучи в піску.

## Інтернет-ресурси
- How quicksand works (англ.)
- What is quicksand?. Scientific American. (англ.)
- Небезпечна трясовина. Чи такі смертоносні сипучі піски, як нас переконують у фільмах на сайті журналу «Фокус» (укр.)